# Dolinni
Dolinni (en rus: Долинный) és un poble (un possiólok) de l'óblast de Saràtov, a Rússia, segons el cens del 2010 tenia 100 habitants. Pertany al districte municipal d'Engels.